# معضوضة شوكية
معضوضة شوكية (الاسم العلمي:Momordica spinosa) هي نوع من النباتات تتبع جنس المعضوضة من الفصيلة القرعية.